# Духовна консисторія

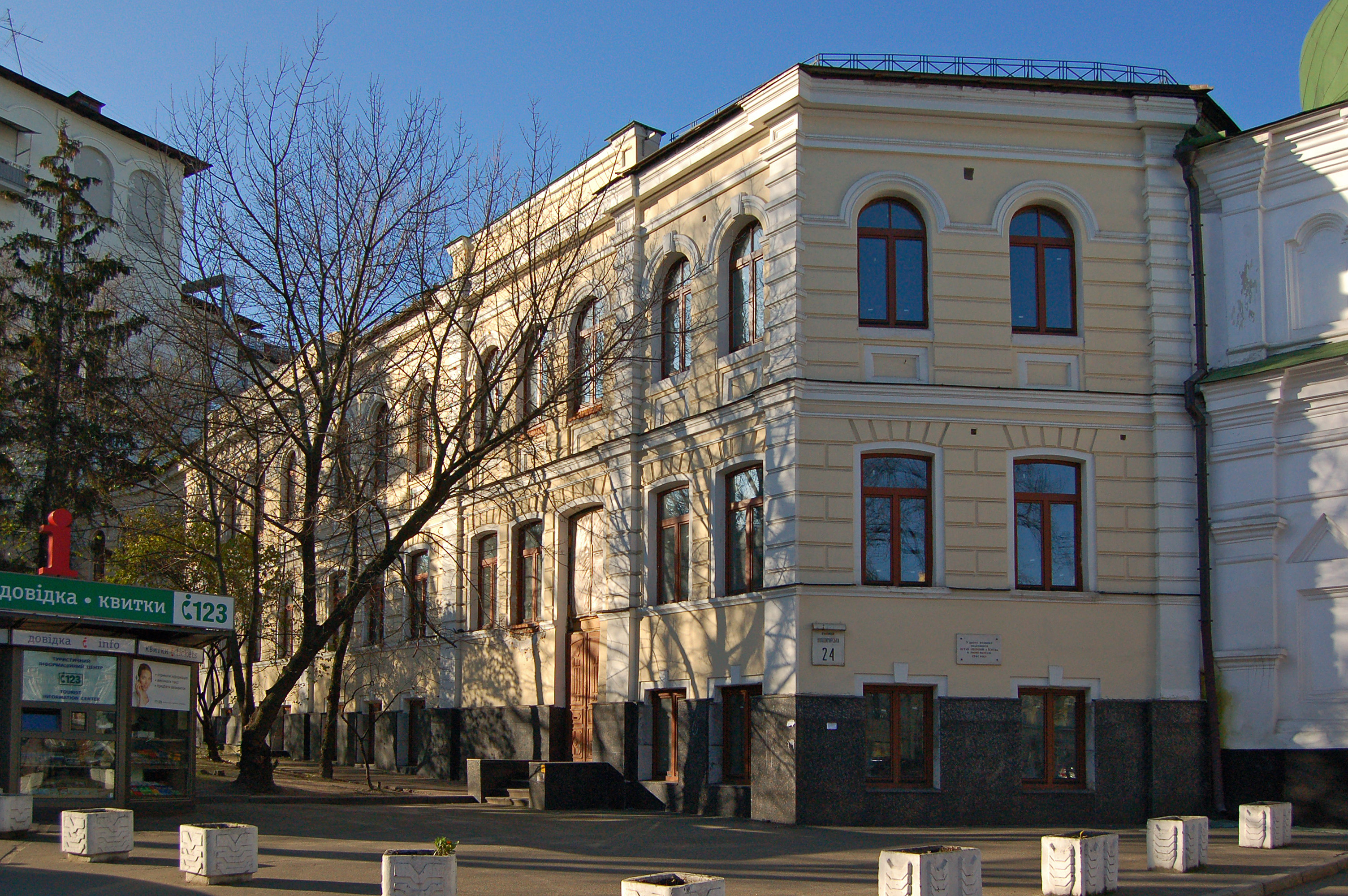
Колишня будівля Київської духовної консисторії

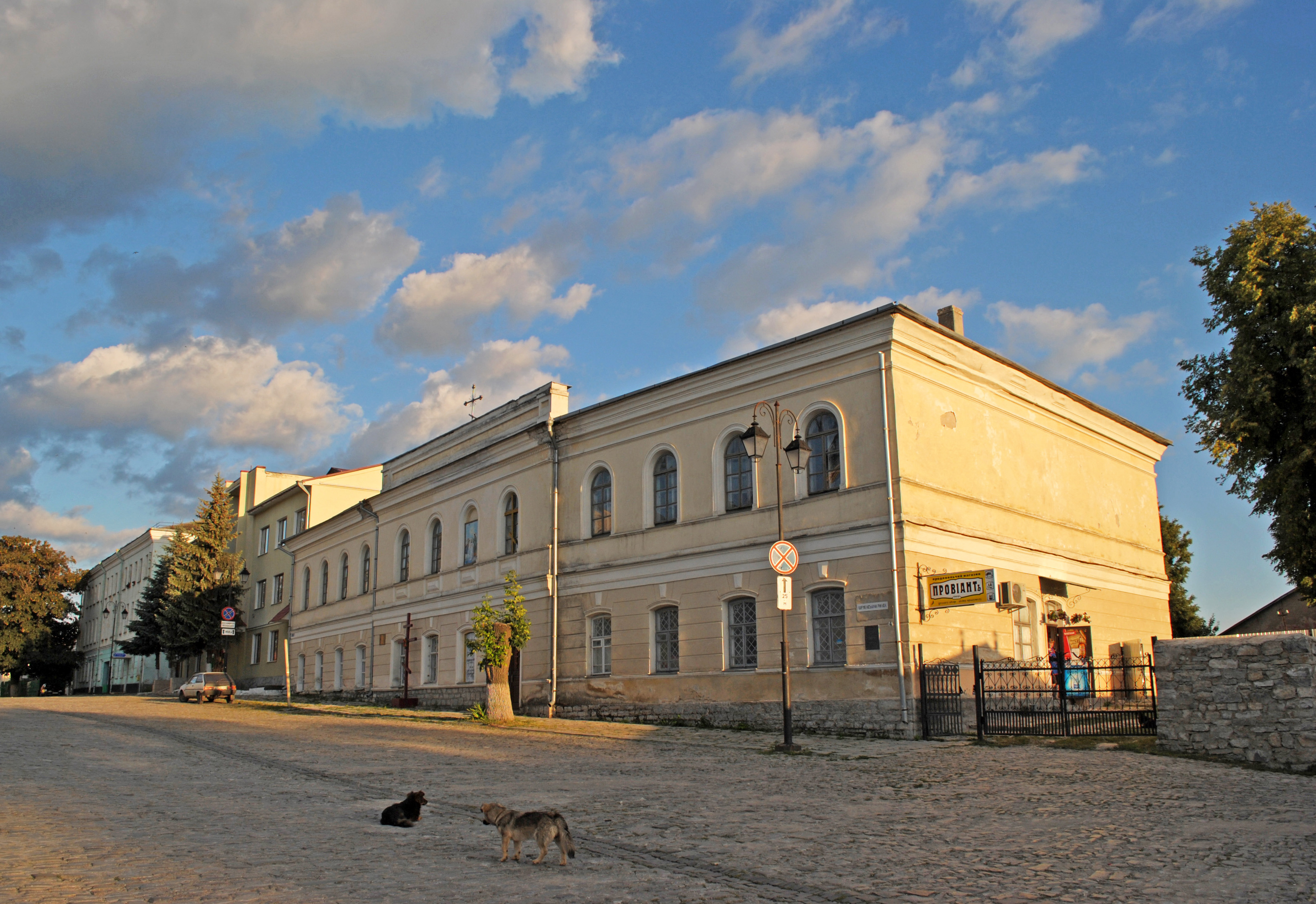
Будівля духовної консисторії (XVIII—XIX ст.), Кам'янець-Подільський

Духо́вна консисто́рія — орган єпархіального правління в Російській Православній Церкві в синодальний період, що був у віданні правлячого архієрея і діяв під його керівництвом як дорадчий та виконавчий орган. Духовну консисторію складали присутствіє і канцелярія. За статтею 1 Уставу, виданого в 1843 році: «Духовная консистория есть присутственное место, через которое, под непосредственным начальством епархиального архиерея производятся управление и духовный суд в поместном пределе православной российской церкви, именуемом епархией».

## Історія
Консисторії в українських єпархіях відомі з кінця XVII століття і запозичені у католицьких єпархіальних управлінь, з притаманними їм чіткими формами організації.
Перші консисторії на українських землях були запроваджені в Київській та Чернігівській єпархіях з другої половини XVII століття.
До 1744 року духовні консисторії називалися по-різному. Називалися вони не тільки консисторіями, а також і духовними приказами, дикастеріями, канцеляріями, духовними правліннями. Повноваження цих установ і порядок їхньої діяльності теж був різний. Одноманітна назва — «Духовна консисторія» було встановленій Указом Святійшого Синоду від 9 липня 1744 року.
До 1768 року в духовній консисторії мали можливість брати участь лише чернецтво пресвітерського сану — архімандрити, ігумени й ієромонахи, тобто так зване «чорне духовенство».
Після 1768 року членами духовної консисторії могли стати також й особи з білого духовенства. Указ Імператора Павла I від 1797 року велів, щоб одну половину членів духовної консисторії складало чорне духовенство, а другу половину — біле духовенство. Поступово біле духовенство стало складати переважну частину складу духовних консисторій.
З плином часом владою Святійшого Синоду були помічені різноманітні зловживання єпархіальних архієреїв, приміром, постриження в монахи осіб меншого віку аніж установлено законами Російської імперії та ін. Саме тому в 1803 році обер-прокурор Святійшого Синоду Олександр Яковлєв запропонував ввести у штат духовної консисторії посаду прокурора, що підпорядковується виключно синодальному обер-прокурору, і який не був би залежний, на відміну від консисторських секретарів, від правлячого архієрея.
Імператор Олександр I затвердив пропозицію Яковлєва, але оскільки Святійший Синод подав контраргументи, які ґрунтуються на канонічних нормах, які передбачають повноту влади єпископа в своїй єпархії, то введення посади прокурора в Духовній консисторії відклали, і в підсумку так і не ввели.
1789 р. Київську духовну консисторію перейменовано в Київську духовну декастерію, але 1832-го — їй повернули попередню назву.
1841 р. було видано статут духовної К. Згідно з ним К. очолював секретар, якого призначав обер-прокурор Синоду і який йому підпорядковувався. Члени К. займалися діловодством єпархії, здійснювали суд над духовними особами в справах про шлюб, про богохульство тощо. До кола справ, якими відала К., в різні періоди належали питання церковного будівництва й реставрації церковних маєтностей, торгівлі й ремесла в церковних володіннях, церковної освіти, видань газет і журналів тощо.
1785 р. Синод своїм указом ліквідував Переяславсько-Бориспільську єпархію, включивши її до складу Київської єпархії.
Київська духовна К. існувала до березня 1919-го.

## Устав консисторії
Устав духовних консисторій, затверджений Святійшим Синодом, був підписаний імператором Миколою I 27 березня 1841 року. Основу Уставу склав «Духовний регламент» — головний акт законодавства Петра I відносно церкви та деякі раніше видані укази по єпархіальному управлінні. Устав був переглянутий під час перевидання в 1883 році, однак принципових змін статусу, складу та порядку діяльності духовних консисторій в новому виданні не було.
Устав мітить 364 статі, організованих у вигляді 4-х розділів:
1-й розділ — значення консисторій та правових основ єпархіального управління й суду;
2-й розділ — обов'язки консисторій з охорони і розповсюдженні православної віри, богослужінню, побудові та благоустрою храмів і церковного господарства;
3-й розділ — єпархіальний суд;
4-й розділ — штат консисторій і регламент їх діловодства.

### Присутствіє
Присутствіє в різні часи складалося з різної кількості осіб, штатних, та при необхідності позаштатних (без зарплатні). Кількість членів духовних консисторій залежало від територіальних розмірів єпархії, численності православного населення в ній, кількості приходів і кліриків та інших обставин.
Члени духовних консисторій призначалися за поданням правлячого архієрея Святійшим Синодом і які перебували в пресвітерському сані, тобто, це були протоієреї, священники, архімандрити, ігумени, ієромонахи. Аналогічним порядком члени духовної консисторії звільнялися.
Кожному члену духовних консисторій призначали свій «стіл», що означало нагляд і контроль членом духовної консисторії особливого кола єпархіальних справ. Однак справи розглядалися не одноосібно, а колегіально при рівноправній участі всіх членів духовної консисторії. Присутність на засіданні правлячого архієрея була необов'язкова, а головою, як правило, був найстарший член духовної консисторії.

### Канцелярія
Виконувала впровадження консисторських справ. В її склад входили чиновники і духовенство, начальником був секретар, чиновник середнього рангу, в чині від титулярного до статського радника. Секретар Духовної консисторії перебував в подвійному підпорядкуванню: єпархіальному архієрею та обер-прокурору Синоду. Секретар назначався та звільнявся Синодом за поданням обер-прокурора, узгодженого з правлячим архієреєм. Розгляд справ здійснювався колегіально в присутствії, після чого щодо них виносилася резолюція правлячого архієрея.
Прості рутинні справи канцелярія вирішувала самостійно, без подальшого їх обговорення в присутствії та без затвердження правлячим архієреєм. Наприклад канцелярія роздавала приходам пошукові та метричні книги, складала перелічні відомості про монастирі й ченців, про приходи та приходські причти, а також опис майна архієрейського будинку і вносила в нього належні зміни.

## Статус Духовної консисторії
Консисторія, як орган управління, мала певну автономію. Приміром, коли була вакансія кафедри правлячого архієрея, Духовна консисторія самостійно приймала рішення, котрі вносилися в журнали за підписом всіх членів консисторії та вводилися в дію.
Також члени консисторії не були зобов'язані підкорюватися висновкам архієрея та мали право винести власне рішення в справі. Матеріали справи, що викликала розбіжності, обов'язково відправлялися в Святійший Синод, який приймав по ній остаточне рішення.
У деяких випадках Синод направляв укази напряму в консисторію і при наявності в єпархії правлячого архієрея. Звіт про виконання таких указів відправлялися у Синод за підписом всіх членів консисторії. У випадку смерті, звільнення чи переміщення правлячого архієрея, консисторія приймала в своє відання кошти архієрейського будинку та брала на себе відповідальність за їх витрати до прибуття в єпархію нового правлячого архієрея.

## Ліквідація духовних консисторій
Духовні консисторії були скасовані в 1918 році через зміну державного устрою та відділення Церкви від держави.
Мирські повноваження природним чином відпали, а церковні перейшли до запроваджених Помісним Собором РПЦ в 1917—1918 роках новим колегіальним органам єпархіального управління, а саме до єпархіальних зборів та єпархіальних рад з відповідними канцеляріями.